# محمد نزهتي
محمد بويا نزهتي (مواليد 8 يونيو 1985) هو لاعب كرة قدم إيراني يلعب في صفوف نادي سبيدرود رشت في دوري المحترفين الإيراني.